# Caio Servílio Áxila
Caio Servílio Áxila (em latim: Gaius Servilius Axilla) foi um político da gente Servília nos primeiros anos da República Romana eleito tribuno consular por duas ou três vezes, em 418 e 417 a.C. e, possivelmente, 419 a.C. Era filho de Quinto Servílio Prisco Fidenato, ditador em 435 e 418 a.C..

## Identificação
É possível que Caio Servílio Aala, o cônsul de 427 a.C., que Lívio chama de "Aala" (em latim: Ahala) e o tribuno de 419 a 417 a.C., cujo cognome apresentado nos Fastos Capitolinos é "Áxila" (Axilla) sejam duas pessoas diferentes.
Uma dificuldade, porém, surge do relato de Lívio, onde parece que "C. Servilius", tribuno consular em 418 a.C, era filho de Quinto Servílio Prisco, possivelmente um erro, já que o tribuno consular deste ano se chama, segundo os Fastos, "C. Servilius P. f. C. N. Axila" (Caio Servílio Áxila). Além disso, ainda que fosse filho do ditador, deve ter sido um filho mais novo, como demonstra seu praenomen, mas, neste caso, este filho menor teria obtido a mais alta posição da magistratura romana dezesseis anos antes de seu irmão mais velho.

## Primeiro tribunato (419 a.C.)
Em 419 a.C., Caio Servílio foi eleito tribuno consular com Espúrio Náucio Rutilo, Agripa Menênio Lanato e Públio Lucrécio Tricipitino. Seu nome aparece nos Fastos Capitolinos, mas Lívio não o coloca entre os tribunos de 419 a.C. Segundo ele, 418 a.C. foi seu primeiro mandato e o ano seguinte, o segundo. Porém, em § 4.47, ele o indica com o cognome "Estruto" (Strutto).
Em Roma, uma perigosa revolta de escravos foi evitada graças a dois delatores, recompensados com 10 000 asses cada um. 
| “ | Mas Júpiter estragou estes planos malignos e, graças à delação de dois participantes do complô, os culpados foram presos e punidos. Os informantes foram recompensados com 10 000 asses pagos pelo erário estatal — uma soma atualmente considerada uma verdadeira fortuna — e lhes foi conferida a liberdade. | ” |
|   | — Lívio, "Ab Urbe Condita libri" IV, 4, 45. |   |

Na política externa, Lívio relata apenas a habitual movimentação hostil dos équos e o estranho comportamento da cidade de Labico.
| “ | Mas, como a delegação enviada a Labico retornou com respostas ambíguas, das quais se intuía que não estavam se preparando para a guerra, mas também que a paz não duraria muito, os romanos encarregaram aos tuscolanos a tarefa de garantir que Labico não se tornaria uma nova ameaça de guerra. | ” |
|   | — Lívio, "Ab Urbe Condita libri" IV, 4, 45. |   |

## Segundo tribunato (418 a.C.)
Em 418 a.C., Caio Servílio foi eleito pela segunda vez tribuno consular com Lúcio Sérgio Fidenato e Marco Papírio Mugilano.
Neste ano foi decidido declarar guerra contra os labicanos depois que os tuscolanos contaram aos senadores que eles estavam acampados, armados, perto do monte Algido, reforçados pelos équos.
Imediatamente surgiram divergências entre os tribunos sobre como deveria ser conduzida a campanha militar e somente a intervenção de Quinto Servílio Prisco Fidenato, nomeado ditador em 435 a.C., para conduzir a campanha é que se conseguiu definir que ficaria encarregado do quê.
| “ | Como não havia respeito nem por este fórum e nem pela república, ira dirimir esta contenda a autoridade paternal: meu filho irá governar a cidade sem que seja necessário recorrer ao sorteio. Eu realmente espero que os que aspiram comandar numa guerra saibam como utilizar melhor a razão e a harmonia do que o simples desejo. | ” |
|   | — Lívio, "Ab Urbe Condita libri" IV, 4, 45. |   |

Assim, enquanto Caio Servílio, filho de Quinto, presidia a cidade, Lúcio Sérgio e Marco Papírio conduziram as legiões até o acampamento inimigo. Mas as divergências entre os dois tribunos não cessou, mas ao fim concordaram em comadar o exército completo em dias alternados.
E foi justamente quando o comando do exército estava com Lúcio Sérgio que os romanos foram surpreendidos em uma posição desvantajosa pelos équos, que não tiveram dificuldade de matar muitos e colocar o resto em fuga.
Chegando à cidade a notícia da derrota, se decide então nomear Quinto Servílio ditador, unificando o comando das operações numa tentativa de evitar novas derrotas. E, de fato, sob a liderança do ditador, os romanos conseguiram primeiro derrotar os équos, expulsando-os de seu campo, e depois tomaram Labico, que foi saqueada e incendiada.
No final, depois desta grande vitória, o Senado Romano decidiu enviar a Labicano 1 500 colonos, cada um deles com direito a 2 000 acres de terra.

## Terceiro tribunato (417 a.C.)
No ano seguinte, foi eleito tribuno novamente, desta vez com Agripa Menênio Lanato, Públio Lucrécio Tricipitino e Espúrio Vetúrio Crasso Cicurino.
Este ano, como o seguinte, foi relatado por Lívio como tranquilo externamente e tenso internamente por causa do reaquecimento da questão agrária pelos tribunos da plebe.